# Adelheid van Hessen
Adelheid van Hessen ( 1324-1371) was een dochter van landgraaf Hendrik II van Hessen en Elisabeth van Thüringen (1306-1367). Van 1341 tot 1368 was zij als echtgenote van Casimir III koningin van Polen.

## Biografie
Adelheid van Hessen trouwde in 1341 met de Poolse koning Casimir III, die een jaar eerder weduwnaar geworden was van Anna van Litouwen. De koning was bekend vanwege zijn talrijke avontuurtjes. Het paar vervreemdde spoedig van elkaar en kreeg geen kinderen. De koningin verbleef het grootste deel van de tijd in het kasteel van Żarnowiec, thans in de Powiat Zawierciański.
In 1356 trouwde de koning met zijn Boheemse geliefde, Krystyna Rokiczana (Christina van Rokyczano), een rijke Praagse weduwe, leefde acht jaar in bigamie en had met haar verschillende mannelijke nakomelingen. Tussenkomsten van paus Innocentius VI en van de Krakause bisschop Bodzanta konden aan de zaak niets veranderen. Adelheid trok hieruit haar conclusies en vluchtte naar Hessen. In 1364 liet de koning zijn huwelijk met Krystyna en in 1368 dat met koningin Adelheid annuleren. Een jaar later trouwde hij met Hedwig van Sagan.
Ondanks de scheiding en haar vertrek naar Hessen bleef Adelheid de ontwikkelingen aan het Poolse hof nauwgelet volgen en strijd voeren om haar rechten. Zij stierf in 1371 in Hessen.
- Gemeinsame Normdatei: 1031698930
- Nationale Bibliotheek van Polen: a0000001189310
- Virtual International Authority File: 296356555